# Jean-Luc Brunel
Pour les articles homonymes, voir Brunel.
Jean-Luc Brunel, né le 18 septembre 1946 à Neuilly-sur-Seine et mort le 19 février 2022 dans le 14e arrondissement de Paris, est un entrepreneur français du mannequinat.
Accusé d'avoir fourni des jeunes filles à Jeffrey Epstein, il est incarcéré à la prison de la Santé et retrouvé mort par suicide, pendu dans sa cellule en 2022.

## Biographie
Jean-Luc Brunel est né le 18 septembre 1946 à Neuilly-sur-Seine, proche de Paris. Son père dirigeait une société du secteur immobilier.

### Carrière
Il commence sa carrière dans les années 1970 comme attaché de presse chez Air Tour, une filiale du voyagiste Jet Tours, avant de devenir « découvreur français de mannequins » à l'agence Karin Models à Paris. Il en prend la direction en 1978.
Dans les années 1970, Jean-Luc Brunel met en relation de nombreuses jeunes filles avec Claude François, qui dirige des séances photos pour le magazine de charme Absolu, qu’il a fondé.
Avec son frère, Arnaud Brunel, il fonde en 1988 Next Management Corporation. L'année suivante ils forment, avec Faith Kates, l'entreprise de mannequinat Next Management Company. Les deux frères détiennent 25 % de la société. Jean-Luc Brunel quitte la société en avril 1996 avec les mannequins de Miami. Next Management Company intente un procès contre les frères Brunel. Entre-temps, il fonde l'agence Karin Models of America en 1995. Karin est alors liée à la toute puissante agence Ford.
Jean-Luc Brunel est considéré comme un découvreur talentueux, ayant recruté de nombreux mannequins, dont certains sont devenues célèbres, comme Christy Turlington, Sharon Stone et Milla Jovovich.
Il est mis en cause, avec Claude Haddad, dans l'émission 60 Minutes en raison de témoignages concernant de la drogue et des viols au sein de son agence. Quelque temps après, il est contraint de quitter son agence européenne, en 1999, après de nouvelles révélations diffusées par l'émission de la BBC MacIntyre Undercover du journaliste Donal MacIntyre (en).
Au début des années 2000, il quitte l'Europe pour s'installer aux États-Unis.
Les témoignages de viols à son encontre conduisent d'anciens partenaires à l'empêcher d'utiliser désormais le nom de Karin Model. Il transforme le nom de son agence américaine en MC2 Model Management. Ne pouvant plus compter sur ses soutiens habituels, notamment de son frère et d'Étienne des Roys, il obtient un financement de Jeffrey Epstein. MC2 possède des bureaux à New York, Miami et Tel Aviv,.
Les deux hommes ont été mis en contact par Ghislaine Maxwell, que Brunel connaît depuis les années 1980. Jeffrey Epstein finance la nouvelle agence de Brunel « jusqu'à un million de dollars ». Il choisit le nom de sa société pour rappeler l'équation d'Albert Einstein : E=mc2,. Les clients de MC2 incluent Nordstrom, Macy's Inc., Saks Fifth Avenue, Neiman Marcus, J.C. Penney Co., Kohl's Corp., Target Corporation, Sears et Belk (en). La société est dissoute le 27 septembre 2019.
En 2019, Jean-Luc Brunel aide à la création de deux agences : The Identity Models à New York et 1Mother Agency à Kiev, en Ukraine.

### Mort
Incarcéré à la prison de la Santé à Paris, Jean-Luc Brunel est retrouvé mort, pendu dans sa cellule le 19 février 2022. Une enquête sur les causes de sa mort est ouverte. Sa disparition met un terme à l'action publique,. En janvier 2024, ses avocats annoncent avoir demandé une enquête administrative concernant sa mort. Il avait tenté de se suicider à plusieurs reprises en détention.

## Affaires judiciaires

### Accusations de viols et de participation au réseau Epstein
En 1988, Jean-Luc Brunel fait l'objet d'une enquête journalistique approfondie qui fait l'objet d'une diffusion dans l'émission de télévision américaine 60 Minutes. L'enquête, menée par le producteur Craig Pyes et la journaliste Diane Sawyer, dure sept mois. Le chapitre « American Models in Paris » (« Mannequins américains à Paris ») met en lumière les agissements de Jean-Luc Brunel et Claude Haddad. Brunel est confronté à des allégations d'agressions sexuelles s'étalant sur trois décennies. Deux mannequins l'accusent de les avoir droguées et violées alors qu'elles étaient mineures. Les témoignages décrivent ces pratiques comme généralisées,.
Dans un entretien, Eileen Ford, de la Ford Modeling Agency de New York, qui avait envoyé des mannequins auprès de Brunel à Paris, nie avoir eu connaissance des multiples plaintes d'exploitation sexuelle et d'abus de drogues. Malgré les dénégations de Brunel, l'agence Ford rompt ses liens avec lui. Brunel admet par la suite avoir consommé de la cocaïne pendant des années, affirmant n'avoir pas de problème de drogue puisqu'il s'abstenait de consommer cette substance pendant la journée.
Ses agissements sont à nouveau dénoncés par le journaliste irlandais Donal MacIntyre (en) sur la BBC en 1999.
Ses anciens associés, dont Ruth Malka, qui a repris l'agence Karin Models, affirment n'avoir été au courant de rien.
En 2002, la top-model Karen Mulder décrit dans la presse la culture des comportements sexuels inappropriés et la manipulation répandue dans l'industrie du mannequinat. Brunel échappe à toute accusation criminelle. Douze victimes affirment avoir été victimes d'abus sexuels prescrits en France.

### Implication présumée dans le réseau de Jeffrey Epstein
Virginia Roberts Giuffre, l'une des accusatrices de Jeffrey Epstein, affirme en 2014 dans un dossier judiciaire que MC2 était une couverture pour trafic sexuel. L'objet de la société était de fournir des jeunes filles à Epstein. Elle écrit qu'Epstein s'est vanté devant elle « d'avoir couché avec plus de mille filles de Brunel ». Brunel déclare : « Je nie fermement avoir commis un seul acte illicite ou seul un acte répréhensible dans le cadre de mon travail en tant que découvreur ou directeur d'agences de mannequins ». Dans des documents judiciaires publiés en août 2019, elle nomme Jean-Luc Brunel comme l'un des hommes avec lesquels Ghislaine Maxwell lui avait ordonné, alors qu'elle était adolescente, d'avoir des relations sexuelles.
Il est accusé d'avoir recruté des jeunes femmes et d'avoir participé au réseau sexuel d'Epstein.
Jean-Luc Brunel apparaît à 25 reprises comme passager dans les journaux de vol de l'avion privé d'Epstein entre 1998 et 2005. Il rend visite à Epstein à au moins 70 reprises quand ce dernier est emprisonné en 2008.
Alors qu'ils travaillent ensemble depuis l'an 2000, Jean-Luc Brunel se retourne en 2015 contre Epstein et porte plainte contre lui, affirmant que lui et MC2 avaient « perdu plusieurs contacts et affaires dans le secteur du mannequinat à cause des actions illégales d'Epstein »,. Il dénonce également son ancien partenaire pour entrave à la justice, pour avoir empêché sa déposition devant le département de police de Palm Beach. Ces accusations sont rejetées.

### Arrestation et mise en examen
En 2019, la police nationale française ouvre une enquête sur Brunel après le déclenchement de l'affaire Epstein. Il est soupçonné de s'être caché en Thaïlande ou en Amérique du Sud ou de s'être « fait discret » après la mort de ce dernier, ce que nie son avocate d'alors, affirmant que son client se tient à la disposition de la justice.
Le 17 décembre 2020, il est arrêté à l'aéroport de Paris-Charles-de-Gaulle alors qu'il s'apprête à embarquer pour le Sénégal. Il est mis en examen pour viols sur mineur et pour harcèlement sexuel et placé en détention provisoire. Il est également placé sous le statut de témoin assisté dans le cadre du réseau présumé de l'affaire Epstein et est accusé d'avoir « organisé le transport et l'accueil de jeunes femmes pour le compte de Jeffrey Epstein », selon l'acte d'accusation officiel,. Il est écroué dans la foulée,,.
Son avocate, Corinne Dreyfus-Schmidt, abandonne sa défense après son arrestation alors qu'il tentait de fuir.
Des crimes présumés ne pourront être examinés par la justice du fait des délais de prescription. À la suite du témoignage de Thysia Huisman, onze autres femmes affirment avoir été victimes d'abus sexuels commis par Jean-Luc Brunel,.
En juin 2021, il est mis en examen une seconde fois pour viol aggravé sur une mineure. Cette procédure résulte du témoignage d'une femme, qui déclare avoir été droguée et violée en 2000 après une soirée en discothèque alors qu'elle était une jeune mannequin âgée de 17 ans.
Les enquêteurs suspectent à cette date Jean-Luc Brunel d'être impliqué dans une dizaine d'agressions sexuelles, la plupart prescrites. Ses avocats, Marianne Abgrall et Mathias Chichportich, dénoncent une « accusation qui surgit près de vingt ans après et sans la moindre preuve est une nouvelle illustration du lynchage médiatico-judiciaire que subit Jean-Luc Brunel depuis le suicide de Jeffrey Epstein »,.

## Vie privée
Jean-Luc Brunel a été marié à Helen Hogberg, mannequin suédois et l'un des modèles de David Hamilton ; ils divorcent en 1979. 
En 1988, il épouse le mannequin américain Roberta Chirko. Ils divorcent par la suite. Outre son frère, Arnaud, avec lequel il a travaillé, il a également une sœur.